# حسن رضا (مخرج)
حسن رضا (21 سبتمبر 1921 - 27 يوليو 1981) مخرج ومؤلف ومونتير مصري.

## عن حياته
سافر إلي باريس عام 1937 بعد انتهائة من المرحلة التانوية وتلقي هناك دراسات عليا في الفن الحديت ودراسات سينمائية من المعاهد الفرنسية، التحق عام 1944 بقسم المونتاج في ستوديو مصر وتتلمذ فية علي يد صلاح أبو سيف وكمال الشيخ وإميل بحري وعمل مساعد مونتير في بداية حياتة الفنية، قام بعمل المونتاج لعدد من الافلام التسجيلية والطويلة تم تفرغ للإخراج، قام بإخراج عدد من الأفلام التسجيلية والمنوعات منذ عام 1957، أخرج بعض الأفلام في سوريا منها بنت وثلاث شياطين عام 1973، كتب القصة والسيناريو لعدد من الأفلام منها المغامر عام 1948 وغيرها.
تزوج من الفنانة هند رستم.
توفي يوم 27 يوليو عام 1981.

## أعماله

### إخراج
| - 1948: خيال امرأة - 1948: المغامر - 1949: القاتلة - 1950: العقل زينة - 1953: بيني وبينك - 1954: أسعد الأيام - 1958: المعلمة - 1958: سامحني - 1959: المبروك - 1959: لن أعود - 1959: عفريت سمارة - 1959: أبو أحمد - 1960: خلخال حبيبي | - 1962: القصر الملعون - 1963: من غير أمل - 1963: نار في صدري - 1963: رجل في الظلام - 1964: نهر الحياة - 1966: وداعا أيها الليل - 1968: جزيرة العشاق - 1968: 5 ساعات - 1968: 3 قصص - 1969: أبواب الليل - 1970: هروب - 1972: لحظات خوف - 1972: المدينة الهادئة |

### تأليف
| - 1948: خيال امرأة (قصة وسيناريو وحوار) - 1949: القاتلة (قصة وسيناريو وحوار) - 1950: العقل زينة (سيناريو وحوار) - 1954: أسعد الأيام (سيناريو وحوار) - 1954: الشك القاتل (قصة وسيناريو) - 1958: المعلمة (قصة وسيناريو وحوار) - 1959: لن أعود (سيناريو) | - 1960: سامحني (سيناريو) - 1960: خلخال حبيبي (سيناريو وحوار) - 1962: القصر الملعون (سيناريو وحوار) - 1963: رجل في الظلام (سيناريو وحوار) - 1968: جزيرة العشاق (سيناريو) - 1972: لحظات خوف (قصة وسيناريو) |

### مونتاج
- 1946: الماضي المجهول
- 1946: رجل المستقبل
- 1947: البريمو
- 1948: شمشون الجبار
- 1972: المدينة الهادئة

## وصلات خارجية
- حسن رضا على موقع IMDb (الإنجليزية)
- حسن رضا على موقع الدهليز
- حسن رضا على موقع قاعدة بيانات الأفلام العربية
- حسن رضا على موقع قاعدة بيانات الفيلم (الإنجليزية)

- صفحة المخرج على موقع السينما